# بوريس ستيبانوفيتش فينوغرادوف
بوريس ستيبانوفيتش فينوغرادوف  (و. 1891 – 1958 م) هو عالم حيواني من الإمبراطورية الروسية . 
توفي عن عمر يناهز 67 عاماً.